# Willy Padoly
Willy Alexis Padoly (20 dicembre 1978) è un calciatore francese martinicano, centrocampista del Lamentin.

## Carriera

### Club
Ha giocato fino al 2004 nell'Aiglon du Lamentin. Nel 2004 è passato al Marinoise. Nel 2005 si è trasferito al Golden Star. Nel 2006 è tornato all'Aiglon du Lamentin. Nel 2016 ha firmato un contratto con il Case Pilote. Nel 2017 è stato acquistato dal Lamentin.

### Nazionale
Ha debuttato in Nazionale il 12 febbraio 2003, nell'amichevole Barbados-Martinica (3-3). Ha messo a segno la sua prima rete con la maglia della Nazionale il 27 aprile 2003, in Martinica-Honduras (2-4), siglando la rete del momentaneo 2-2 al minuto 67. Ha partecipato, con la Nazionale, alla CONCACAF Gold Cup 2003. Ha collezionato in totale, con la maglia della Nazionale, 18 presenze e una rete.

## Palmarès

### Club

#### Competizioni nazionali
- Coppa della Martinica: 1

Aiglon du Lamentin: 2008-2009